# Цапове (заказник)

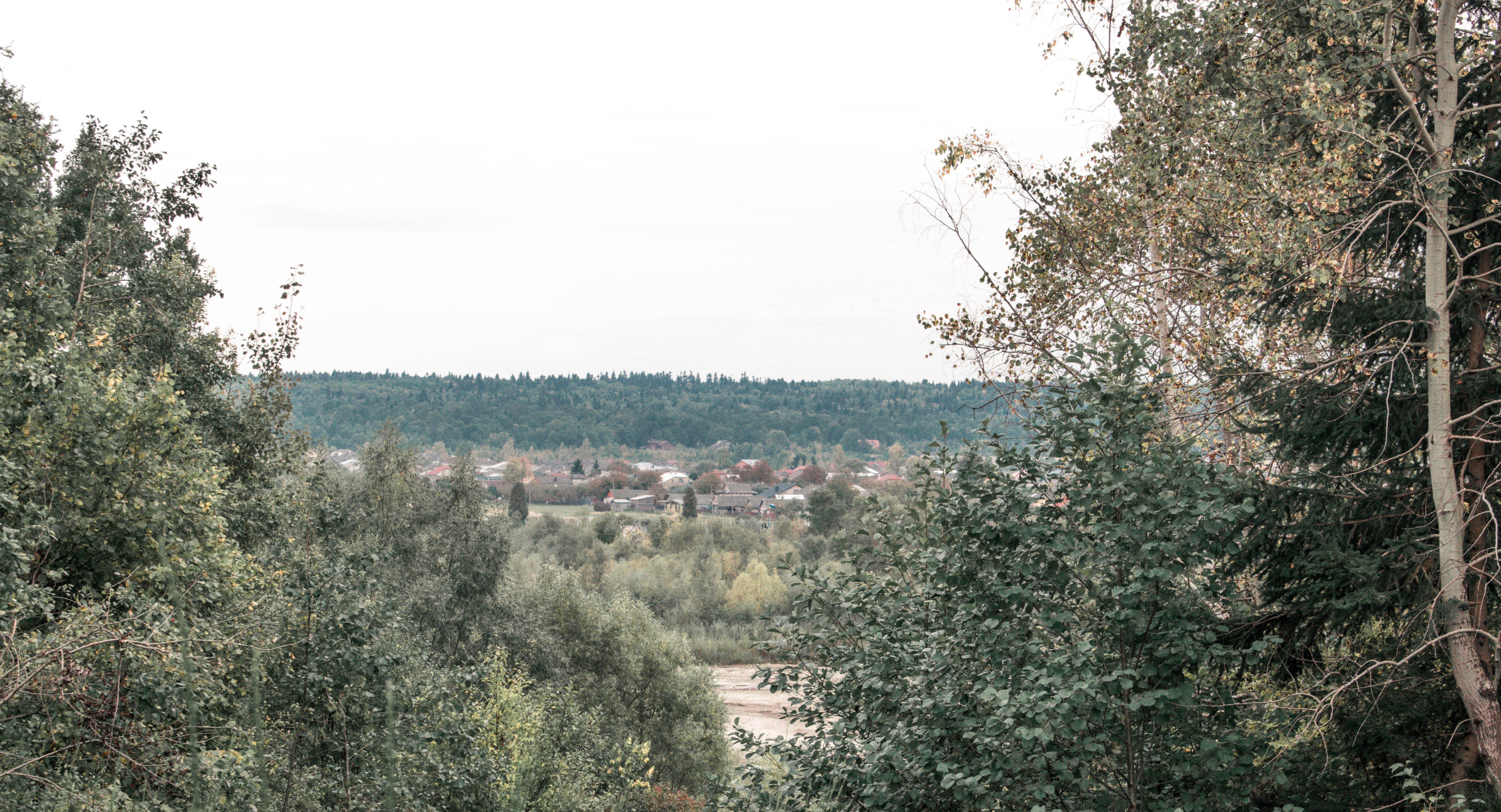
Вигляд на заказник Цапове

Ца́пове — ландшафтний заказник місцевого значення в Україні. Розташований у межах Долинського району Івано-Франківської області, неподалік від села Церковна. 
Площа 6 га. Статус надано згідно з рішенням облдержадміністрації від 15.07.1993 року № 451. Перебуває у віданні ДП «Болехівський лісгосп» (Церківнянське лісництво, кв. 8). 
Статус надано з метою збереження мальовничої ділянки букового лісу з домішкою ялини, ялиці. На території заказника є група скель з джерелом.

## Галерея

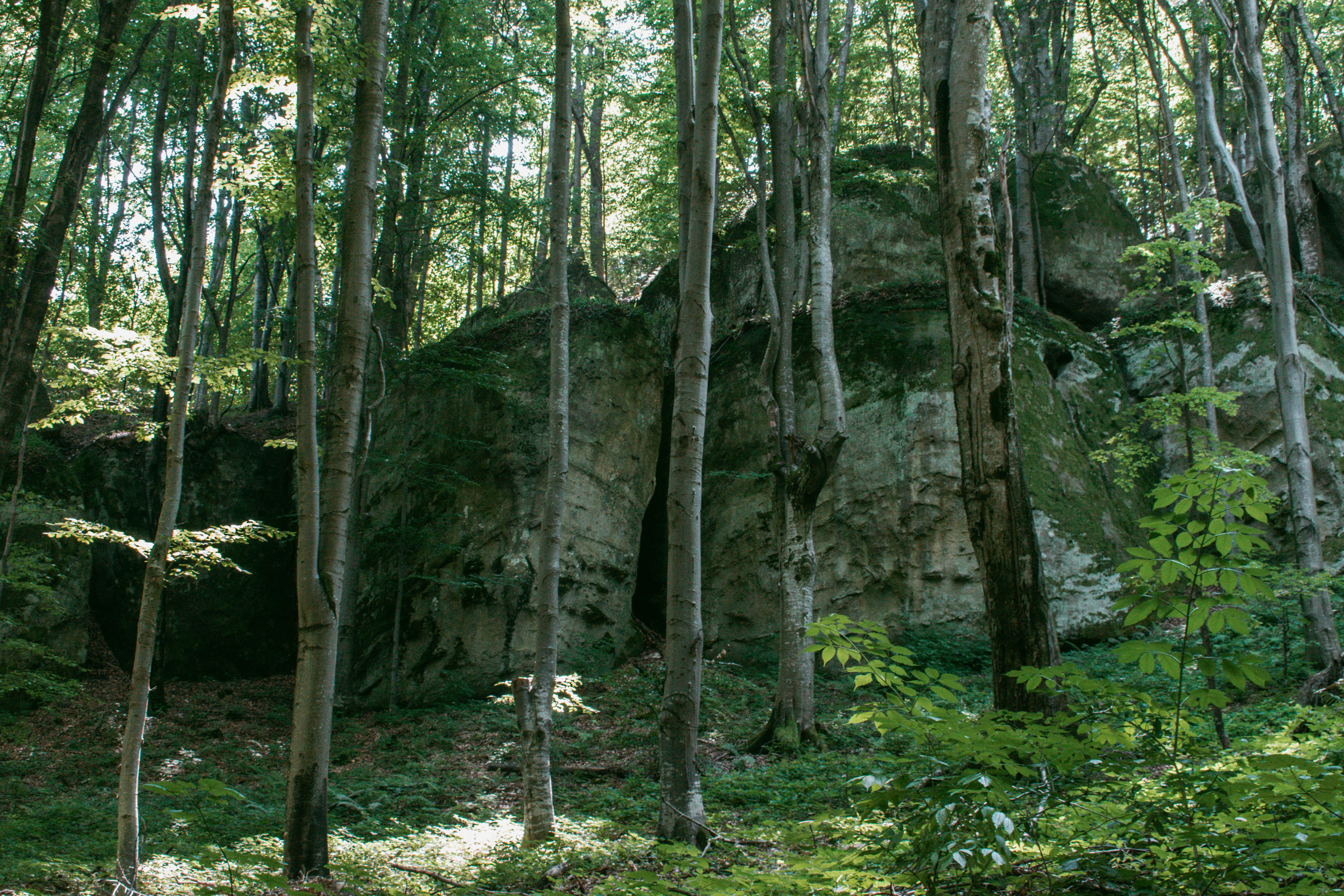
В заказнику Цапове

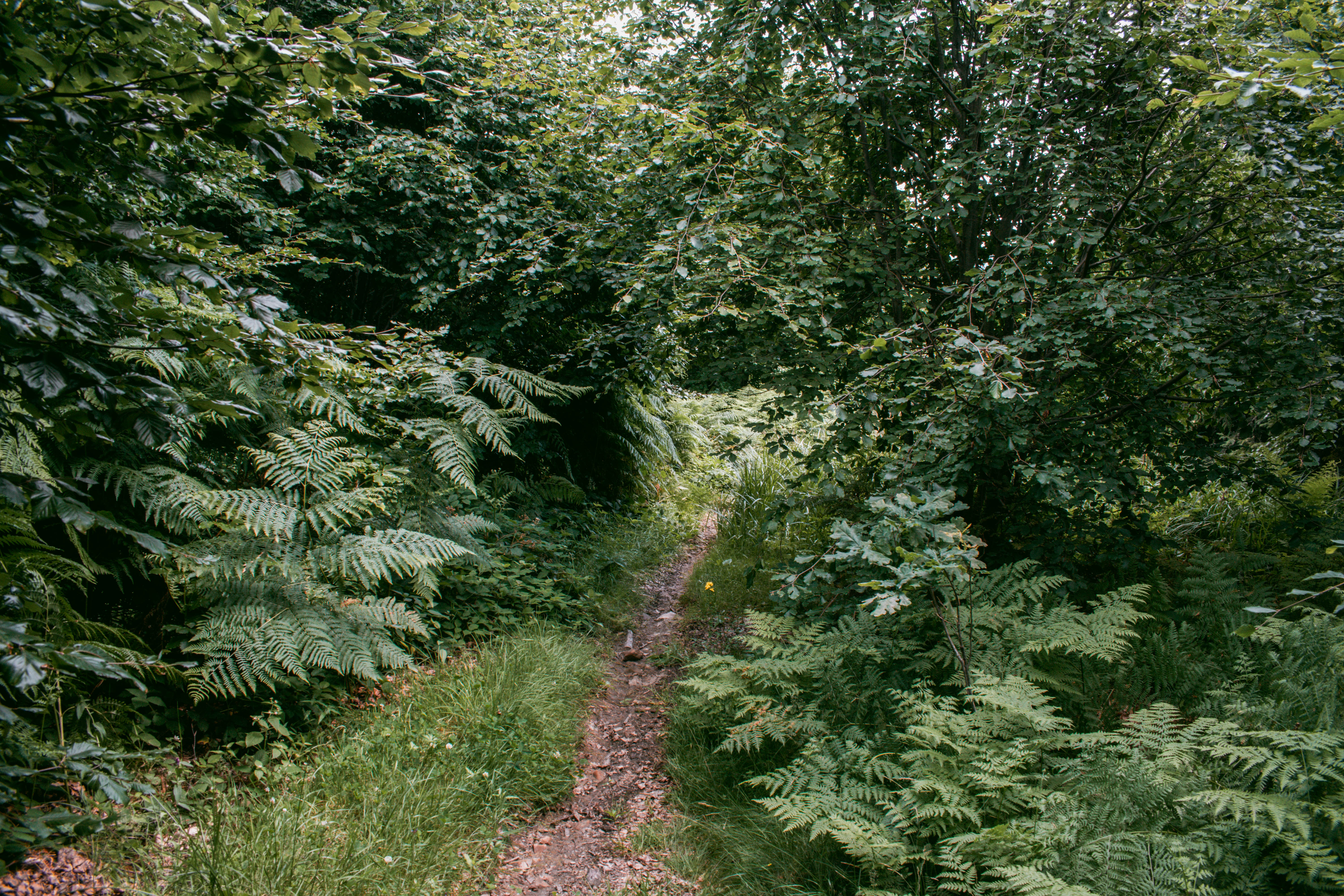
Доріжка в заказнику Цапове